# Brøndby VK
Brøndby VK (danska Brøndby Volleyball Klubb) är en volleybollklubb från Brøndby, Danmark. Klubben grundades 1955 i Hvidovre som Hvidovre Volleyball Klub, men flyttade 1973 till Brøndby då det var lättare att arbeta med den kommunen och att få tillgång till lokal (sedan 1978 finns det en annan klubb med namnet Hvidovre Volleyball Klubb)
Klubbens damlag har vunnit danska mästerskapen sex gånger (2011, 2014, 2015, 2016, 2018 och 2022) och danska cupen sex gånger (2011, 2014, 2015, 2016, 2018 och 2021).